# Instituto Nacional de Reforma Agraria (Cuba)
El Instituto Nacional de Reforma Agraria (INRA) de Cuba fue creado por la Revolución cubana el 17 de mayo de 1959 para ejecutar las políticas económicas y sociales relacionadas con la reforma agraria, principal promesa de la revolución. En 1976 fue reemplazado por el Ministerio de Agricultura (MINAG), continuador institucional del INRA.

## Historia
Una vez triunfante la Revolución cubana la cuestión de la reforma agraria emergió como el principal logro, por un lado porque estaba en juego el nivel de vida de los campesinos, que constituían la gran mayoría de la población, y por el otro porque impactaba directamente sobre la producción de azúcar, prácticamente el único producto de exportación de la economía cubana.
La Revolución cubana sancionó dos leyes de reforma agraria en 1959 y 1963 triunfando el sector que proponía las reformas más radicales, entre los que se encontraba el Che Guevara.  El INRA fue creado por la ley de 1959 para garantizar su implementación y Fidel Castro fue designado a la cabeza del organismo. Recalcando su importancia el periodista estadounidense Jon Anderson dice: 

Fidel era el presidente del INRA, Núñez Jiménez el director ejecutivo y desde sus oficinas se preparaba la verdadera Revolución Cubana.

El INRA se encargaría establecer la política azucarera, los precios de venta, la expropiación de latifundios y el pago de las indemnizaciones, las nacionalizaciones de empresas privadas, etc. Se convirtió en el organismo más poderoso de Cuba. Dentro de su estructura se creó en 1959 el Departamento de Industrialización, cuya dirección fue encomendada a Ernesto Guevara. En 1960 ese departamento se convirtió en Ministerio de Industria (MINID).
El INRA creó una serie de organismos locales denominados Zonas de Desarrollo Agrario (ZDA), que adquirieron una gran importancia, y que además de controlar en cada lugar que la reforma agraria se realizara efectivamente, promovieron la formación de cooperativas entre los campesinos y organizaron desarrollar la producción agropecuaria. En 1962 fue nombrado Carlos Rafael Rodríguez como presidente del INRA, desempeñándose en el cargo hasta 1965. En 1976 fue reemplazado por el Ministerio de Agricultura (MINAG), continuador institucional del INRA. 